# Daniel Ash
Daniel Ash (født 31. juli 1957 i Northampton, England) er en britisk musiker, sangskriver og sanger.
Han er måske mest kendt for sin medvirken i goth-rock-gruppen Bauhaus. Efter første opløsning af Bauhaus i 1983, koncentrerede Ash sig om sit sideprojekt, Tones On Tail med to andre tidligere medlemmer fra Bauhaus; bassisten David J og trommeslageren Kevin Haskins. Derefter grundlagde de bandet Love and Rockets i 1985. Efter at bandet blev opløst i 1999 kørte Ash sin solokarriere, indtil de fandt sammen igen i en periode fra 2007.

## Diskografi

### Studiealbum
Selvstændigt
- Coming Down (Beggars Banquet Records, 1991)
- Foolish Thing Desire (Beggars Banquet Records, 1992)
- Daniel Ash (Psychobaby Records, 2002)
- Come Alive (Psychobaby Records, 2005)